# Arcidiocesi di Nicea Minore
L'arcidiocesi di Nicea Minore (in latino Archidioecesis Nicaeensis in Haemimonto) è una sede soppressa del patriarcato di Costantinopoli e una sede titolare della Chiesa cattolica.

## Storia
Nicea Minore, identificabile con Havsa (provincia di Edirne) nell'odierna Turchia, è un'antica sede arcivescovile autocefala della provincia romana dell'Emimonto nella diocesi civile di Tracia e nel patriarcato di Costantinopoli.
La sede non è menzionata dal Le Quien nell'opera Oriens Christianus. La sede è documentata nelle Notitiae Episcopatuum del patriarcato fino al XV secolo; in queste è nota con i nomi di Niké, Nikaia o Nikitza.
Di questa antica sede sono noti alcuni vescovi. Giovanni I è menzionato nelle liste episcopali del concilio di Nicea II (787); in questa occasione la sede era ancora suffraganea dell'arcidiocesi di Adrianopoli di Emimonto. L'arcivescovo Leone occupava la sede quando la città nell'813 cadde in mano ai Bulgari: fatto prigioniero, fu giustiziato nell'815. Un altro vescovo di nome Giovanni fu protagonista del riavvicinamento tra la Chiesa di Costantinopoli e la Chiesa armena, nel primo decennio della seconda metà del IX secolo. L'arcivescovo Teodoro prese parte al concilio di Costantinopoli dell'879-880 che riabilitò il patriarca Fozio. Altri due arcivescovi, Demetrio e Giorgio, presero parte ad alcuni sinodi patriarcali celebrati nella seconda metà del XII secolo.
Dal 1933 Nicea Minore è annoverata tra le sedi arcivescovili titolari della Chiesa cattolica; la sede è vacante dal 5 dicembre 1996. Il titolo finora è stato assegnato in una sola occasione a Paolino Limongi, nunzio apostolico in Costa Rica e in Iran.

## Cronotassi

### Arcivescovi greci
- Giovanni I † (menzionato nel 787)
- Leone † (prima dell'813 - 815 deceduto)
- Giovanni II † (menzionato nell'861 circa)
- Teodoro † (menzionato nell'879/880)
- Demetrio † (prima del 1166 - dopo il 1171)
- Giorgio † (menzionato nel 1197)

### Arcivescovi titolari
- Paolino Limongi † (15 agosto 1963 - 5 dicembre 1996 deceduto)